# Список синглов № 1 в США в 2013 году (Billboard)

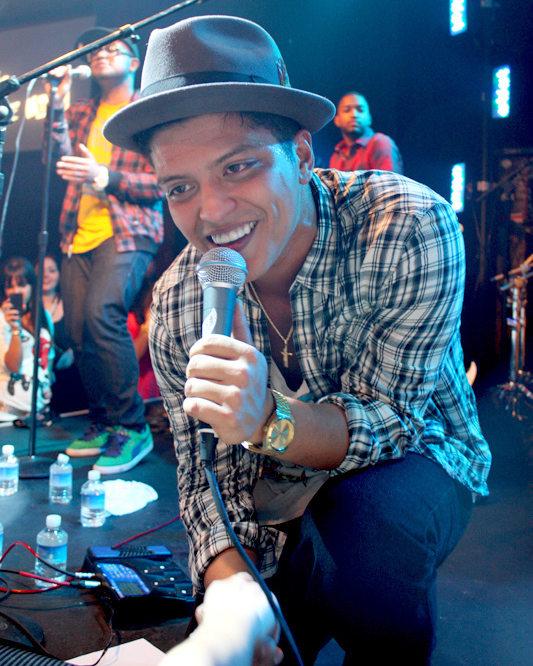
Бруно Марс открыл список лидеров года с хитом «Locked Out of Heaven».

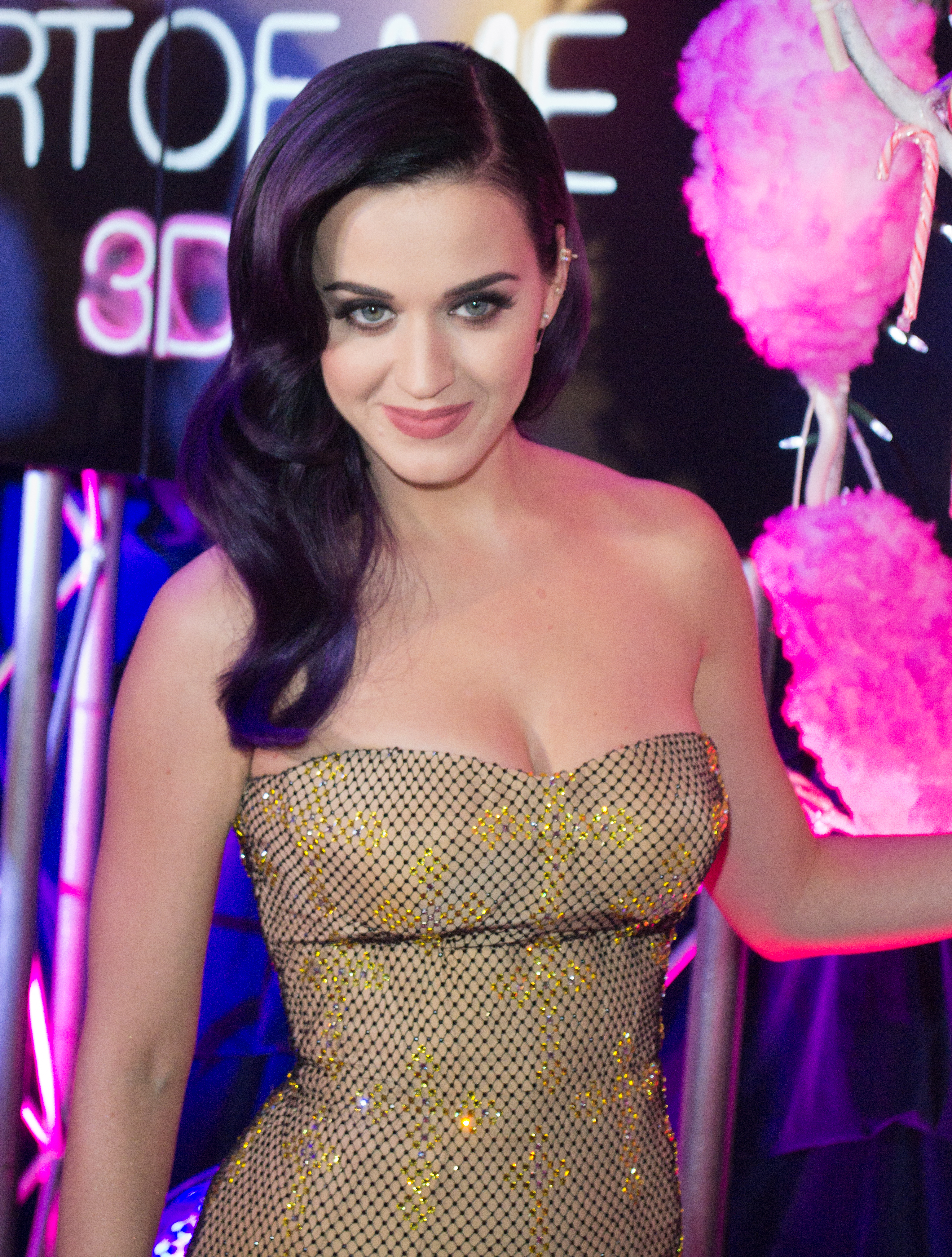
8-й раз певица Кэти Перри возглавила хит-парад США, на этот раз с синглом «Roar».

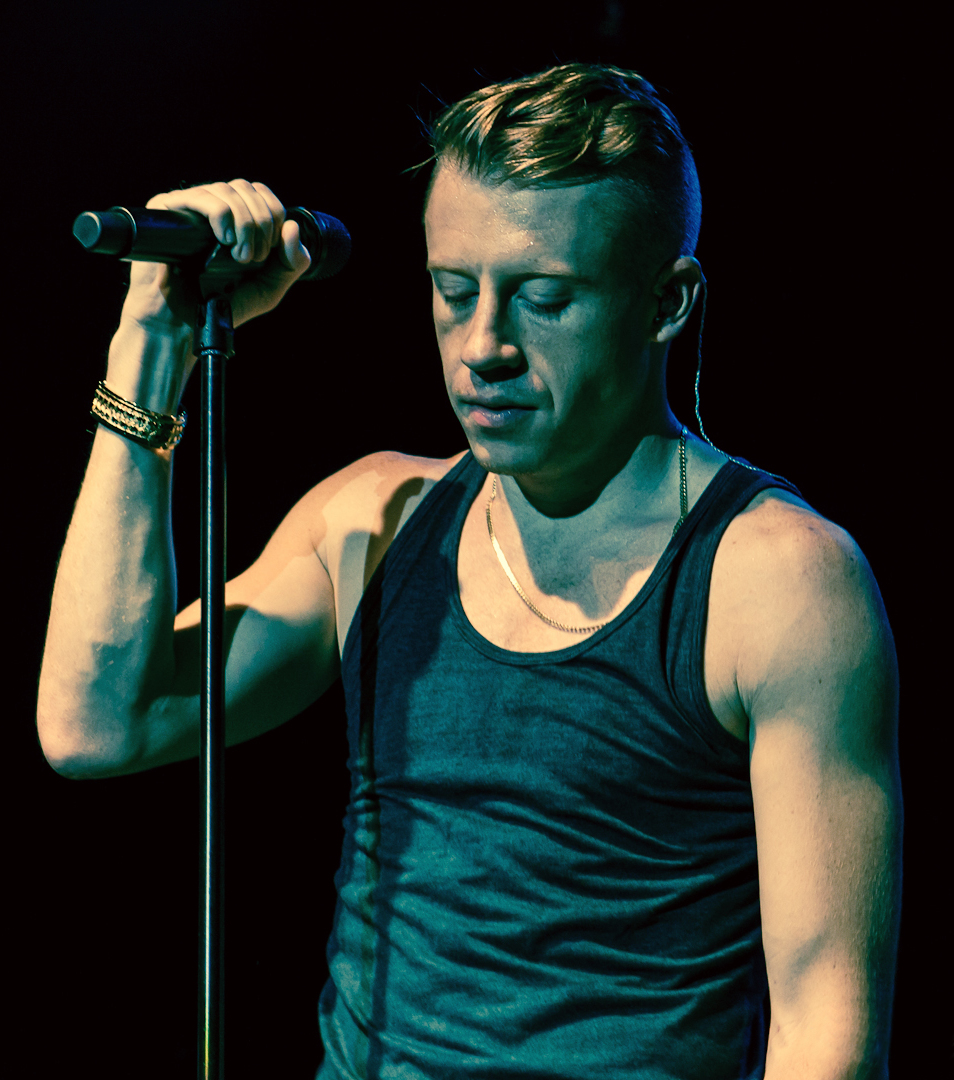
Маклемор лидировал с двумя хитами в сумме 11 недель.

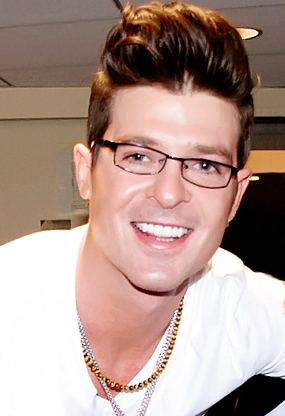
12 недель лидировал сингл «Blurred Lines» в исполнении Робина Тика при участии T.I. и Pharrell.

Список синглов № 1 в США в 2013 году включает синглы, возглавлявшие главный хит-парад Северной Америки по итогам каждой из недель 2013 года. В нём учитываются наиболее продаваемые синглы (песни) исполнителей США, как на физических носителях (лазерные диски, грампластинки, кассеты), так и в цифровом формате (mp3 и другие). Составляется редакцией старейшего музыкального журнала США Billboard и поэтому называется Billboard Hot 100 («Горячая Сотня» журнала Billboard).
Это первый за всю рок-историю музыкальный год, когда все ведущие на сингле исполнители (lead artist), возглавлявшие чарт США Hot 100 (начиная с 1958), не были афроамериканцами (black artists).

## Общие сведения
В 2013 году продолжилась, начатая с 20 октября 2012 года, новая политика составления чартов Billboard. Тогда произошла смена метода подсчёта мест в основных жанровых чартах (Hot Country Songs, Hot Latin Songs, Hot R&B/Hip-Hop Songs, Rock Songs). Теперь он проводится по общей системе, как для жанровых, так и для объединённого общенационального хит-парада синглов Billboard Hot 100, где цифровые загрузки (Digital Songs) и потоковые передачи (Streaming Songs) данных совмещены с радиоэфирами всех форматов и стилей радио (Radio Songs) для определения позиции, занимаемой песней в чарте. Старые жанровые чарты учитывали только радиоэфиры (например, Country Airplay chart). Потоковые передачи данных (streaming data) подсчитываются Nielsen BDS от таких интернет-сервисов, как Spotify, Muve, Slacker, Rhapsody, Rdio, Xbox Music и другие.
20 февраля 2013 года при составлении сингловых чартов стали учитывать просмотры видеоклипов на сервисе YouTube (но только в США). При этом учитываются и официальные видеоклипы и все другие (пользовательские ролики), в которых в качестве саундтрека используются лицензированные аудиозаписи. Все данные интегрируются в общем хит-параде Hot 100 и во всех использующих его методику составления жанровых чартах — Hot Country Songs, Hot R&B/Hip-Hop Songs, R&B Songs, Rap Songs, Hot Latin Songs, Hot Rock Songs и Dance/Electronic Songs.
- Сингл «When I Was Your Man» певца Бруно Марса стал его 5-м чарттоппером в США и 2-м в истории хитом № 1, записанным только с вокалом и фортепиано (первым был хит «Someone Like You» певицы Adele, который 5 недель лидировал в 2011 году вместе с Dan Wilson на фортепиано). Свои пять хитов Бруно сделал быстрее Элвиса Пресли (у Бруно старт был 13 февраля 2010 года). С пятью синглами № 1 Бруно уступает только следующим певцам: Michael Jackson (13); Stevie Wonder (10); Elton John, Paul McCartney, Usher (9 у каждого); George Michael (8); Phil Collins (7) и Elvis Presley. И по 5 хитов № 1 у Diddy, Ludacris, Prince и Lionel Richie[9].
- Сингл «Just Give Me a Reason» певицы Pink (при участии Nate Ruess) стал её 4-м чарттоппером, после хитов «Lady Marmalade» (вместе с Christina Aguilera, Lil' Kim и Mya, который был № 1 пять недель в 2001 году), «So What» (2008) и «Raise Your Glass» (2010)[10][11].
- Сингл «Can't Hold Us» дуэта Macklemore и Райан Льюис (при участии Ray Dalton) стал их 2-м чарттоппером, после хита «Thrift Shop» (при участии Wanz; 6 недель на № 1), что сделало их первым в истории дуэтом, чьи два дебютных сингла становились лидерами общенационального хит-парада Billboard Hot 100, за все 55 лет его существования[12][13]. На 5-ю неделю лидерства в чарте этот дуэт стал первыми в 2013 году музыкантами, кому 24 недели подряд удалось находится (с двумя подряд своими хитами с января, включая «Thrift Shop») в верхней десятке top 10 в Hot 100[14]. В сумме два сингла дуэта лидировали ещё и в соул-чарте Hot R&B/Hip-Hop Songs 21 неделю (14 — «Thrift Shop» и 7 — «Can't Hold Us»)[15].
- В июне певец Pharrell стал первым в истории рок-эры музыкантом, кому удалось иметь сингл № 1 и № 2 одновременно, не будучи главным на них исполнителем, а лишь приглашённой звездой («Blurred Lines» Robin Thicke при участии T.I. и Pharrell и хит Daft Punk’s «Get Lucky» с его же участием). 11 исполнителей до него также имели два первых хитта недели одновременно, но были на обоих, или хотя бы на одном, главным солистом. Вот этот список в хронологическом порядке: Элвис Пресли, Beatles, Bee Gees, Ashanti (один лидером, на втором — при участии), Nelly, OutKast, 50 Cent (один лидером, на втором — при участии), Мэрайя Кэри, Akon (один лидером, на втором — при участии), T.I. и Black Eyed Peas[16].
- Большую часть лета (11 недель на № 1, а также 14 недель № 1 в R&B Songs и 11 — в Hot R&B/Hip-Hop Songs) лидировал сингл «Blurred Lines» в исполнении Робина Тика при участии T.I. и Pharrell. В 11-ю неделю его лидерства в лучшей десятке появились ожидаемые новые песни двух известных певиц (у обеих 12-е в их карьере в Top-10): на № 2 «Roar» от Katy Perry (и № 1 в цифровом Digital Songs и № 1 в Canadian Hot 100), и на № 6 «Applause» от Lady Gaga (и № 1 в танцевальном Dance/Electronic Songs, где 13 недель лидировали Daft Punk с песней «Get Lucky»)[17]. Через неделю в конце августа 2013 тираж «Blurred Lines» превысил 5 млн. копий (абсолютный рекорд цифровой эры, никто ранее за 22 недели этой цифры не достигал), а его лидерство увеличилось до 12 недель на 1 месте в чарте Billboard Hot 100 (а также 15 недель №1 в чартах R&B Songs и 12 — в Hot R&B/Hip-Hop Songs). Это лучший результат с 2009 года, когда на протяжении 14 недель на 1 месте был хит «I Gotta Feeling» группы Black Eyed Peas, а для солистов-мужчин — с 2004 года, когда № 1 был «Yeah!» рэпера Usher при участии Lil Jon & Ludacris[15].
- В конце августа песня «Radioactive» (23 недели № 1 в Hot Rock Songs и 5 млн копий) рок-группы Imagine Dragons, упав с № 4 на № 5, отметила ровно 52 недели нахождения в Hot 100. Это всего лишь второй случай в истории, когда песня находится в Top-5 спустя год пребывания в Hot 100. Первым был легендарный уже хит «Rolling In The Deep» певицы Адель, который вторично поднимался Top-5 (с № 17 на № 5) в его 59-ю неделю, после получения премии Грэмми (2012)[15].
- Сингл «Roar» американской певицы Кэти Перри стал её 8-м хитом № 1 в США (сентябрь 2013)). За всю 55-летнюю историю хит-парада по 8 и более чарттопперов имеют 16 исполнителей (лидером остается группа Beatles с 20 хитами № 1 в Hot 100). С восемью синглами № 1 Кэти Перри уступает только следующим певицам: Mariah Carey (18), Madonna, Rihanna (по 12 у каждой), Whitney Houston (11) и Janet Jackson (10). В эту же неделю на 3-м месте дебютировал Eminem с синглом «Berzerk». После 12-недельного лидерства сингл «Blurred Lines» опустился на № 2, но продолжал возглавлять свои тематические чарты (16 недель № 1 в R&B Songs и 13 — в Hot R&B/Hip-Hop Songs)[18].
- Сингл «Royals» новозеландской 16-летней певицы Lorde (которой через месяц будет 17) стал её 1-м хитом № 1 в США (октябрь 2013), а она сама стала самым молодым лидером чарта с 1987 года, когда на первом месте была Тиффани (тогда ей было 16 лет и 1 месяц) с синглом «I Think We’re Alone Now»[19]. В 5-ю неделю лидерства сингла «Royals» был отмечен повтор рекорда доминирования женщин-солисток в Top-3. Три певицы (Кэти Перри и Майли Сайрус) не пускали в тройку лучших никого из мужчин 7 недель подряд[20].
- В 6-ю неделю лидерства сингл «Royals» уже 10 недель был на № 1 в Hot Rock Songs, а Eminem с 4 синглами («Monster» № 3; «Berzerk» № 15; «Survival» № 16; «Rap God» № 17) одновременно находящимися в Top-20 США смог войти в элитную группу шести рекордсменов по этому показателю: Beatles (6 хитов одновременно в 1964), 50 Cent (4 хита в 2005), T-Pain (2007-08), Lil Wayne (2008) и Ludacris (2010). Но только The Beatles и Eminem были на своих синглах лидирующими исполнителями (другие чаще в качестве приглашенных звёзд)[21].
- В ноябре в свою 7-ю неделю лидерства сингл «Royals», когда его новозеландской исполнительнице Lorde исполнилось 17 лет (7 ноября), он уже 11 недель был на № 1 в Hot Rock Songs, 4 недели № 1 в Radio Songs, 6 недель № 1 в On-Demand Songs. В эту же неделю Леди Гага получила свой 13-й Hot 100 top 10 хит («Dope»), сравнявшись с рэпером Дрейком и отставая только от певицы Рианны (16 хитов в Десятке лучших). Далее следуют кантри-певица Тейлор Свифт (12), Lil Wayne, Бруно Марс и Кэти Перри (по 11 у каждого)[22].
- В конце ноября в свою 8-ю неделю лидерства сингл «Royals» новозеландской исполнительницы Lorde уже 12 недель был на № 1 в Hot Rock Songs. В эту же неделю Рианна получила свой 22-й Radio Songs top 10 хит («The Monster» вместе с Эминемом), приблизившись к нынешнему рекордсмену в этом чарте певице Mariah Carey, у которой 23 сингла в десятке радио-хитов с момента его запуска в декабре 1990 года[23].
- 7 декабря в свою 9-ю неделю лидерства сингл «Royals» новозеландской исполнительницы Lorde уже 13 недель был на № 1 в Hot Rock Songs (21 декабря — 15 недель и 14 декабря — 6 недель № 1 в Radio Songs)[24].
- 14 декабря впервые в истории американского хит-парада его чарттоппер («Wrecking Ball» певицы Майли Сайрус) вернулся обратно на первое место спустя 9 недель (пока там на № 1 всё это время был хит «Royals»)[25][26].
- 21 декабря сингл «The Monster» в исполнении Эминема при участии Rihanna стал их очередным чарттоппером (5-м и 13-м соответственно) и вторым совместным. Таким образом Eminem опередил всех рэперов по числу синглов № 1 (пять): 5 — Diddy, 5 — Ludacris, 4 — 50 Cent, 4 — Jay Z, 4 — Nelly, 4 — T.I., 4 — Kanye West. А певица Рианна догнала Майкла Джексона (13), деля с ним общее третье место после группы Beatles (20) и певицы Mariah Carey (18)[27]. У Diana Ross 6 сольных хитов № 1 и ещё 12 хитов, полученных в качестве солистки группы Supremes. Также 12 у Madonna[28].

## Список синглов № 1
| Дата        | Песня                   | Исполнитель                                    | Ссылка        |
| ----------- | ----------------------- | ---------------------------------------------- | ------------- |
| 5 января    | «Locked Out of Heaven»  | Бруно Марс                                     | [ 29 ]        |
| 12 января   | «Locked Out of Heaven»  | Бруно Марс                                     | [ 30 ]        |
| 19 января   | «Locked Out of Heaven»  | Бруно Марс                                     | [ 31 ]        |
| 26 января   | «Locked Out of Heaven»  | Бруно Марс                                     | [ 32 ]        |
| 2 февраля   | «Thrift Shop»           | Маклемор и Райан Льюис при участии Wanz        | [ 33 ]        |
| 9 февраля   | «Thrift Shop»           | Маклемор и Райан Льюис при участии Wanz        | [ 34 ]        |
| 16 февраля  | «Thrift Shop»           | Маклемор и Райан Льюис при участии Wanz        | [ 35 ]        |
| 23 февраля  | «Thrift Shop»           | Маклемор и Райан Льюис при участии Wanz        | [ 36 ]        |
| 2 марта     | «Harlem Shake»          | Baauer                                         | [ 37 ] [ 38 ] |
| 9 марта     | «Harlem Shake»          | Baauer                                         | [ 39 ]        |
| 16 марта    | «Harlem Shake»          | Baauer                                         | [ 40 ]        |
| 23 марта    | «Harlem Shake»          | Baauer                                         | [ 41 ]        |
| 30 марта    | «Harlem Shake»          | Baauer                                         | [ 42 ]        |
| 6 апреля    | «Thrift Shop»           | Маклемор и Райан Льюис при участии Wanz        | [ 43 ]        |
| 13 апреля   | «Thrift Shop»           | Маклемор и Райан Льюис при участии Wanz        | [ 44 ]        |
| 20 апреля   | «When I Was Your Man»   | Бруно Марс                                     | [ 9 ]         |
| 27 апреля   | «Just Give Me a Reason» | Пинк при участии Нейта Рюсса                   | [ 10 ]        |
| 4 мая       | «Just Give Me a Reason» | Пинк при участии Нейта Рюсса                   | [ 11 ]        |
| 11 мая      | «Just Give Me a Reason» | Пинк при участии Нейта Рюсса                   | [ 45 ]        |
| 18 мая      | «Can’t Hold Us»         | Macklemore и Ryan Lewis при участии Ray Dalton | [ 12 ]        |
| 25 мая      | «Can’t Hold Us»         | Macklemore и Ryan Lewis при участии Ray Dalton | [ 46 ]        |
| 1 июня      | «Can’t Hold Us»         | Macklemore и Ryan Lewis при участии Ray Dalton | [ 47 ]        |
| 8 июня      | «Can’t Hold Us»         | Macklemore и Ryan Lewis при участии Ray Dalton | [ 48 ]        |
| 15 июня     | «Can’t Hold Us»         | Macklemore и Ryan Lewis при участии Ray Dalton | [ 14 ]        |
| 22 июня     | «Blurred Lines»         | Робин Тик при участии T.I. и Фаррелла          | [ 49 ]        |
| 29 июня     | «Blurred Lines»         | Робин Тик при участии T.I. и Фаррелла          | [ 50 ]        |
| 6 июля      | «Blurred Lines»         | Робин Тик при участии T.I. и Фаррелла          | [ 51 ]        |
| 13 июля     | «Blurred Lines»         | Робин Тик при участии T.I. и Фаррелла          | [ 52 ]        |
| 20 июля     | «Blurred Lines»         | Робин Тик при участии T.I. и Фаррелла          | [ 53 ]        |
| 27 июля     | «Blurred Lines»         | Робин Тик при участии T.I. и Фаррелла          | [ 54 ]        |
| 3 августа   | «Blurred Lines»         | Робин Тик при участии T.I. и Фаррелла          | [ 55 ]        |
| 10 августа  | «Blurred Lines»         | Робин Тик при участии T.I. и Фаррелла          | [ 56 ]        |
| 17 августа  | «Blurred Lines»         | Робин Тик при участии T.I. и Фаррелла          | [ 57 ]        |
| 24 августа  | «Blurred Lines»         | Робин Тик при участии T.I. и Фаррелла          | [ 58 ]        |
| 31 августа  | «Blurred Lines»         | Робин Тик при участии T.I. и Фаррелла          | [ 17 ]        |
| 7 сентября  | «Blurred Lines»         | Робин Тик при участии T.I. и Фаррелла          | [ 59 ]        |
| 14 сентября | «Roar»                  | Кэти Перри                                     | [ 18 ]        |
| 21 сентября | «Roar»                  | Кэти Перри                                     | [ 60 ]        |
| 28 сентября | «Wrecking Ball»         | Майли Сайрус                                   | [ 61 ]        |
| 5 октября   | «Wrecking Ball»         | Майли Сайрус                                   | [ 25 ]        |
| 12 октября  | «Royals»                | Лорд                                           | [ 19 ]        |
| 19 октября  | «Royals»                | Лорд                                           | [ 62 ]        |
| 26 октября  | «Royals»                | Лорд                                           | [ 63 ]        |
| 2 ноября    | «Royals»                | Лорд                                           | [ 64 ]        |
| 9 ноября    | «Royals»                | Лорд                                           | [ 20 ]        |
| 16 ноября   | «Royals»                | Лорд                                           | [ 21 ]        |
| 23 ноября   | «Royals»                | Лорд                                           | [ 22 ]        |
| 30 ноября   | «Royals»                | Лорд                                           | [ 23 ]        |
| 7 декабря   | «Royals»                | Лорд                                           | [ 24 ]        |
| 14 декабря  | «Wrecking Ball»         | Майли Сайрус                                   | [ 26 ]        |
| 21 декабря  | «The Monster»           | Эминем при участии Рианны                      | [ 27 ]        |
| 28 декабря  | «The Monster»           | Эминем при участии Рианны                      | [ 65 ]        |

## Лидеры по числу недель
| Исполнитель | Число недель на № 1 | Число хитов № 1 |
| ----------- | ------------------- | --------------- |
| Робин Тик   | 12                  | 1               |
| Маклемор    | 11                  | 2               |
| Лорд        | 9                   | 1               |
| Baauer      | 5                   | 1               |
| Бруно Марс  | 5 (4+1)             | 2               |